# اچ‌ام‌ای‌اس لتروب
اچ‌ام‌ای‌اس لتروب (به انگلیسی: HMAS Latrobe) یک کشتی بود که طول آن ۱۸۰ فوت ۱۰ اینچ (۵۵٫۱۲ متر) بود. این کشتی در سال ۱۹۴۲ ساخته شد.